# Jenő Uhlyárik
Jenő Uhlyárik (Levoča, 15 ottobre 1893 – Budapest, 23 aprile 1974) è stato uno schermidore ungherese, vincitore di una medaglia d'argento nella scherma ai giochi olimpici.

## Palmarès
In carriera ha ottenuto i seguenti risultati:
- Giochi Olimpici:

Parigi 1924: argento nella sciabola a squadre.
- Mondiali di scherma

Ostenda 1925: argento nella sciabola individuale.